# Neognophomyia consociata
Neognophomyia consociata är en tvåvingeart som beskrevs av Alexander 1942. Neognophomyia consociata ingår i släktet Neognophomyia och familjen småharkrankar.
Artens utbredningsområde är Ecuador. Inga underarter finns listade i Catalogue of Life.